# 834 Burnhamia
834 Burnhamia, asteroid glavnog pojasa. Otkrio ga je Max Wolf, 20. rujna 1916.

## Vanjske poveznice
- Minor Planet Center